# Sommer-Paralympics 2020/Taekwondo
Bei den Sommer-Paralympics 2020 in Tokio wurden in insgesamt sechs Wettbewerben im Taekwondo Medaillen vergeben. Die Entscheidungen fielen am 4. und 5. September 2021. Es war der erste Taekwondo-Wettkampf bei den Paralympics.

## Ergebnisse

### Medaillengewinner

#### Frauen
| Disziplin                  | Gold             | Silber         | Bronze                                  |
| -------------------------- | ---------------- | -------------- | --------------------------------------- |
| Leichtgewicht (bis 49 kg)  | Leonor Espinoza  | Meryem Çavdar  | Khwansuda Phuangkitcha Anna Poddubskaia |
| Mittelgewicht (bis 58 kg)  | Lisa Gjessing    | Beth Munro     | Silvana Fernandes Li Yujie              |
| Schwergewicht (über 58 kg) | Guljonoy Naimova | Débora Menezes | Amy Truesdale Janine Watson             |

#### Männer
| Disziplin                  | Gold                    | Silber            | Bronze                        |
| -------------------------- | ----------------------- | ----------------- | ----------------------------- |
| Leichtgewicht (bis 61 kg)  | Nathan Torquato         | Mohamed El-Zayat  | Mahmut Bozteke Daniil Sidorov |
| Mittelgewicht (bis 75 kg)  | Juan Diego García López | Mehdi Pourrahnama | Joo Jeong-hun Juan Samorano   |
| Schwergewicht (über 75 kg) | Asghar Aziziaghdam      | Ivan Mikulić      | Evan Medell Zainutdin Ataev   |